# Assembleia das cúrias
Assembleia ou Comício das cúrias (em latim: comitia curiata), também conhecido como Assembleia ou Comício Curial, foi a principal assembleia durante o Reino de Roma e as primeiras décadas da República Romana. Durante o período do Reino de Roma, no tempo do rei Sérvio Túlio, a Assembleia das cúrias foi a única assembleia popular com real significado político.
Foi organizada com base nos trinta cúrias (curiae) nos quais era o povo dividido, de forma que era a única assembleia na qual o povo estava representado.  Durante o tempo do Reino de Roma, esta assembleia foi, a princípio, uma assembleia legislativa (comitia). Como tal, foi responsável por leis e pela ratificação da eleição (teoricamente) de novo rei. No entanto, a rejeição de tais leis pela assembleia não impediria a sua promulgação.
Sérvio Túlio promoveu mudanças que ocasionaram a transferência de suas principais atribuições para a assembleia das centúrias (comitia centuriata). Assim o poder de eleger magistrados, de decidir sobre a guerra, de passar leis e jurisdição em casos de apelação ao povo romano foram transferidos à assembleia centuriata. A assembleia centuriata, instituída por Sérvio Túlio, reunia patrícios e plebeus.

## Funcionamento e atribuições
No início nenhuma assembleia (comitia) tinha poderes de originar qualquer medida, ou introduzir emendas ou discutir o mérito de propostas que lhe fossem apresentadas. Podiam apenas aprovar ou rejeitar as propostas apresentadas.
As reuniões dessa assembleia tinham uma das seguintes finalidades:
- Eleger um novo rei;
- Ouvir um anúncio;
- Conhecer um recurso;
- Votar questões legislativas.

O rei presidia a reunião, e submeter decretos para a ratificação. Um inter-rei iria presidir esta assembleia durante períodos intercalares entre reis (o interregno). O inter-rei iria presidir a esta assembleia, uma vez eleito um novo rei.
Depois da morte de um rei, o inter-rei iria escolher um candidato para substituí-lo. Após o candidato receber a aprovação do senado, o inter-rei iria realizar a eleição formal antes da assembleia curiata. Após a assembleia curiata ter elegido o novo rei, o senado iria ratificar a eleição. 
Duas vezes por mês, esta reunião seria para ouvir anúncios. Estes anúncios geralmente consideram o calendário. Recursos apresentados a esta assembleia muitas vezes tratadas as questões relativas à gens ("família"). A este respeito, a assembleia tinha a competência de um tribunal de direito da família. Durante dois dias fixados na Primavera, a assembleia era agendada para atender testemunhas de testamentos e adopções (adrogatio). Todas as outras reuniões eram realizadas caso fosse necessário. Para decidir estas questões, a presidência cabia ao pontífice máximo (pontifex maximus).